# Menedżer finansów
Menedżer finansów – kategoria oprogramowania użytkowego przeznaczonego do zarządzania finansami osobistymi za pomocą komputera. Menedżery finansów zwykle pozwalają na rejestrowanie operacji na różnych kontach, w tym rachunkach bankowych, w perspektywie budżetu domowego oraz na analizowanie struktury dochodów i wydatków przy pomocy systemu kategorii, raportów i wykresów. 